# Seyyed Mohammad Mehdi Mirbagheri

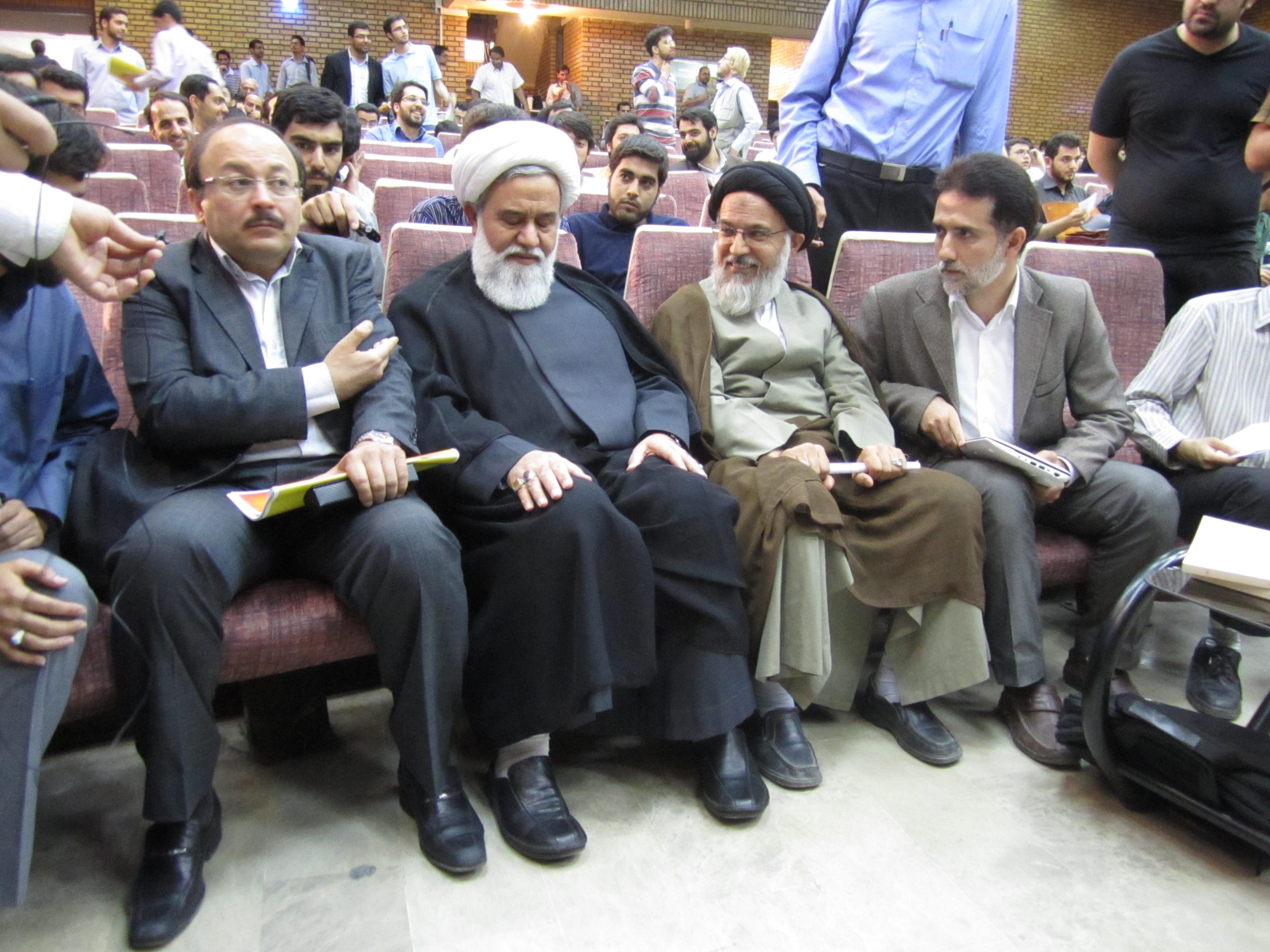
Ayatolla Mirbagheri i svart turban.

Seyyed Mohammad Mehdi Mirbagheri (persiska: سید محمدمهدی میرباقری) är en ayatolla och religiös lärd i Qoms islamiska seminarier (hawza). I februari 2016 valdes han av folket i Alborz-provinsen för att representera provinsen i  Expertrådet.